# Reflections in a Golden Eye
Reflections in a Golden Eye is een Amerikaanse film uit 1967 van regisseur John Huston. De hoofdrollen zijn voor Marlon Brando en Elizabeth Taylor. De film is gebaseerd op de gelijknamige roman uit 1941 van Carson McCullers (in het Nederlands vertaald als Gespiegeld in een gouden oog).

## Verhaal
Het verhaal speelt zich af rond 1948 en toont ons de moeilijke relatie tussen Majoor Weldon Penderton en zijn nymfomane echtgenote Leonora. Penderton is homoseksueel en Leonora laat geen enkele kans voorbijgaan om hem dat duidelijk te maken. Bovendien is ze ook vaak bij haar buurman, Luitenant-kolonel Morris Langdon, wiens vrouw haar eigen tepels afknipte na een miskraam.
Penderton zelf voelt iets voor soldaat L.G. Williams, die soms naakt paardrijdt en verliefd is op Leonora. Wanneer Penderton besluit om iets aan de situatie te doen, merkt hij hoe Williams zijn huis betreedt en uiteindelijk de slaapkamer van zijn vrouw Leonora binnendringt. Penderton voelt zich verraden en schiet hem dood.

## Rolverdeling
| Acteur           | Personage                        |
| ---------------- | -------------------------------- |
| Marlon Brando    | Majoor Weldon Penderton          |
| Elizabeth Taylor | Leonora Penderton                |
| Brian Keith      | Luitenant-kolonel Morris Langdon |
| Julie Harris     | Alison Langdon                   |
| Zorro David      | Anacleto                         |
| Robert Forster   | Soldaat L.G. Williams            |
| Gordon Mitchell  | Sergeant                         |
| Irvin Dugan      | Kapitein Murray Weincheck        |
| Fay Sparks       | Susie                            |

## Feiten
- Oorspronkelijk was het Montgomery Clift die aan de zijde zou spelen van Elizabeth Taylor. Clift en Taylor speelden eerder ook al samen in A Place in the Sun, Raintree Country en Suddenly, Last Summer. Op 23 juli 1966 stierf Clift na een hartaanval ten gevolge van regelmatig drug- en alcoholgebruik. Marlon Brando werd zijn vervanger voor deze opnames.
- De originele film bevatte beelden met een gouden schijn. Later werd de gewone kleurenversie van de film uitgebracht.
- Na de dood van Montgomery Clift wilde regisseur John Huston zijn plaats laten innemen door Patrick O'Neal, Lee Marvin of Richard Burton. Het was uiteindelijk Elizabeth Taylor die hem ervan overtuigde om Marlon Brando te kiezen voor de rol van Penderton.
- Brando wilde in eerste instantie niet meespelen omdat hij zichzelf niet geschikt vond voor de rol. Maar regisseur Huston stelde voor het scenario te lezen en dan pas een keuze te maken. Brando las het scenario en besloot na een lange wandeling in de regen om toch mee te spelen.
- Op enkele foto's ter promotie van de film staat Brando in een legeruniform. Deze foto's werden later gebruikt in het dossier van Walter E. Kurtz, Brando's personage uit de film Apocalypse Now.
- Volgens Martin Scorsese diende de scène waarin Brando zichzelf bekijkt in de spiegel en vervolgens tegen zichzelf praat als inspiratie voor de bekende "You talking to me?"-scène van Robert De Niro uit de film Taxi Driver.